# Nagari Kamang Hilir
Nagari Kamang Hilir is een bestuurslaag in het regentschap Agam van de provincie West-Sumatra, Indonesië. Nagari Kamang Hilir telt 5009 inwoners (volkstelling 2010).